# 조지 케일리

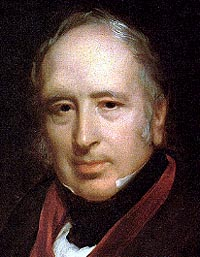
조지 케일리

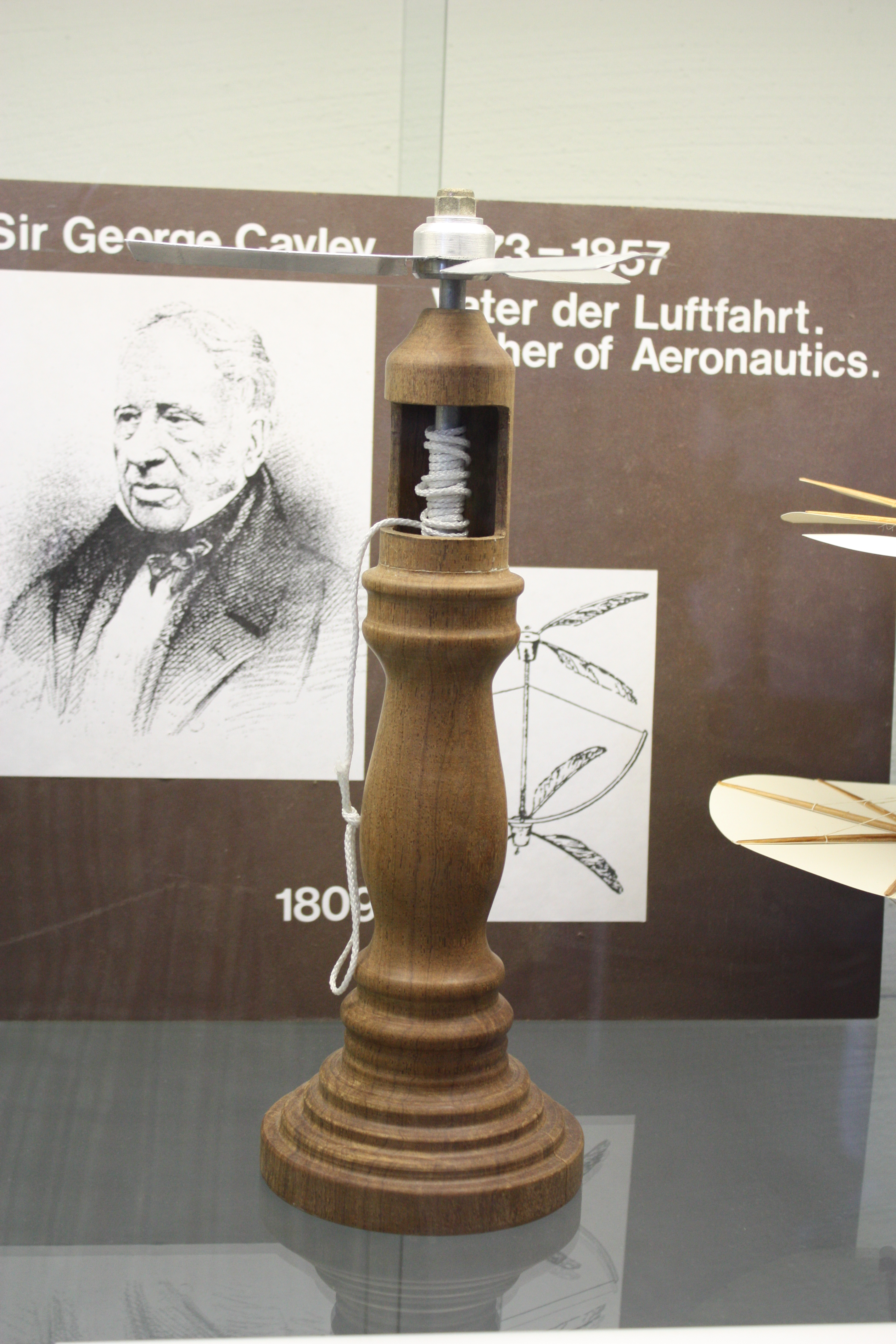

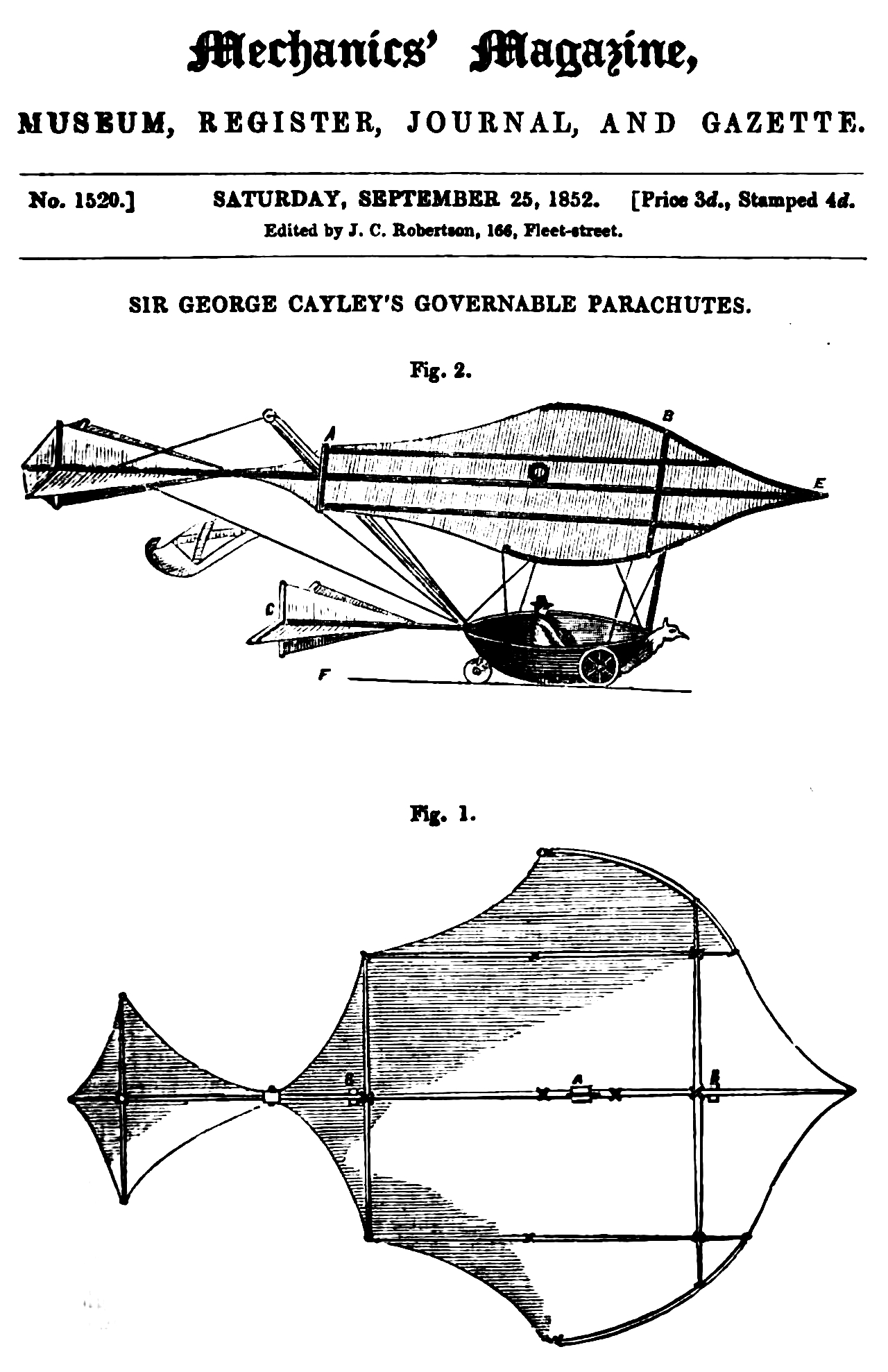

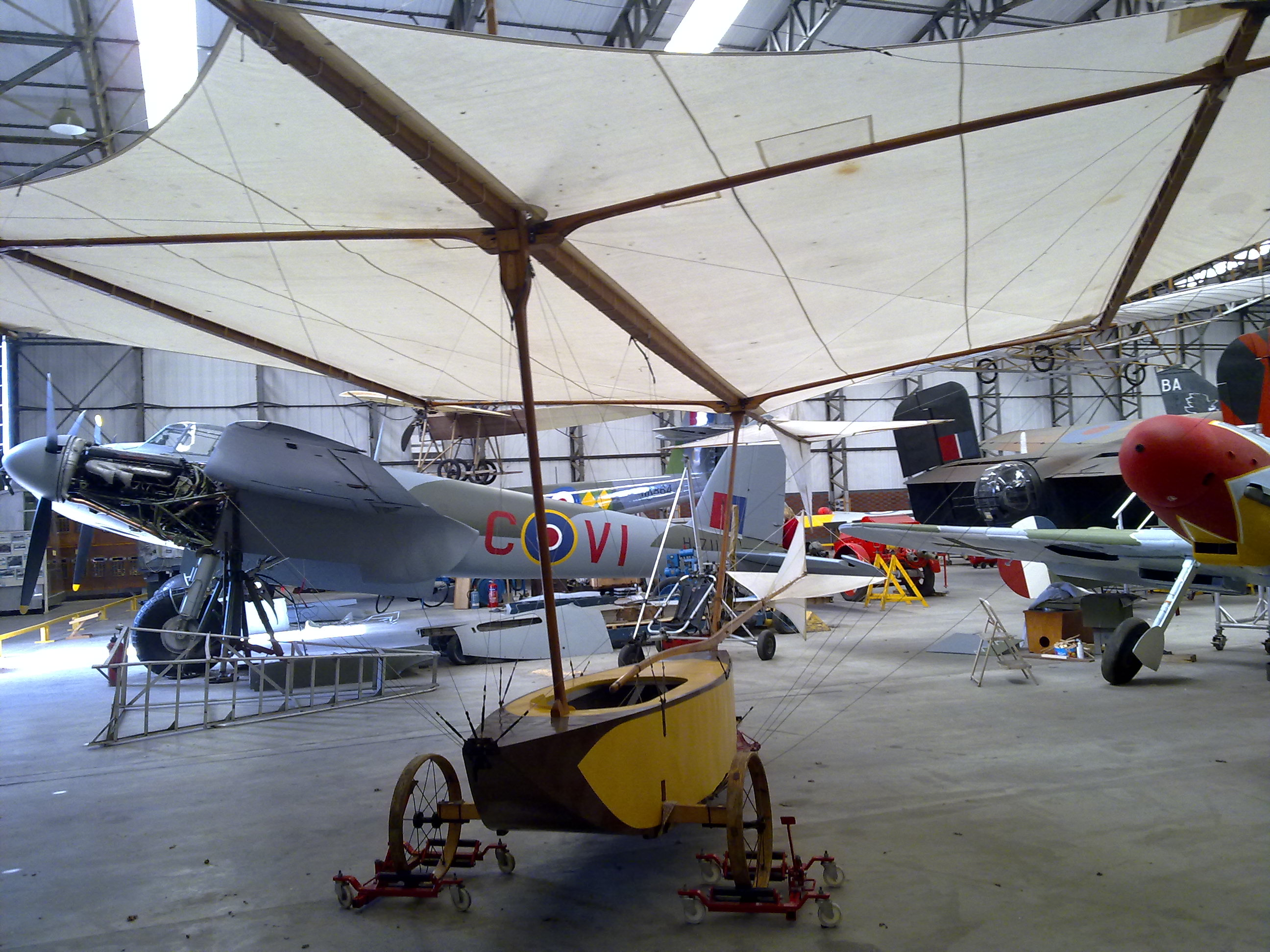

조지 케일리 경(Sir George Cayley, 1773년 12월 27일 ~ 1857년 12월 15일)은 영국의 엔지니어, 발명가, 비행사이다. 항공공학의 역사에서 가장 중요한 인물 가운데 한 명이다. 많은 사람들은 그를 최초의 진정한 과학 항공 조사관이자 비행의 기반 원리와 힘을 이해한 최초의 인물로 간주한다.
1799년, 그는 현대의 항공기의 개념을 양력, 추진, 제어를 위한 별도의 시스템이 있는 고정익기로 출발했다.

그는 항공우주공학의 선구자였으며 "항공술의 아버지"로 종종 불린다. 공기보다 무거운 비행기에 영향을 주는 4가지 힘을 발견하고 식별했다: 무게, 양력, 항력, 추력. 현대의 항공기 설계는 이러한 발견, 그리고 케일리가 또한 식별한 캠버(camber) 날개의 중요성에 기반을 둔다. 그는 최초의 비행 모델 항공기를 구축했으며 VF(vertical flight)의 요소를 도식화했다.
하늘 높이에 인간을 신뢰할만한 수준으로 수송할 수 있도록 보고된 최초의 글라이더를 설계했다. 그는 적절한 추진력과 양력을 제공하기 위해 경량 엔진이 개발될 때까지는 지속된 비행이 불가능할 것이라고 올바르게 예측했다. 라이트 형제는 이 항공 개발의 중요성을 인정했다.

## 참고 문헌
- Gibbs-Smith, Charles H. Notes and Records of the Royal Society of London, Vol. 17, No. 1 (May, 1962), pp. 36–56
- Gibbs-Smith, C.H. Aviation. London, NMSO, 2002
- en:Gerard Fairlie and Elizabeth Cayley, The Life of a Genius, en:Hodder and Stoughton, 1965.